# Godardia birbirica
Godardia birbirica är en fjärilsart som beskrevs av Ungemach 1932. Godardia birbirica ingår i släktet Godardia och familjen praktfjärilar. Inga underarter finns listade i Catalogue of Life.